# Hormazuela
Hormazuela es una localidad situada en la provincia de Burgos, comunidad autónoma de Castilla y León (España), comarca Odra-Pisuerga, ayuntamiento de Villadiego.

## Datos generales
Situado 13,6 km al este de la capital del municipio, Villadiego, con acceso desde la carretera BU-601. Bañado por el río Hormazuelas afluente del Brullés que nace en el alto de Coculina.

La iglesia de San Pantaleón depende de la parroquia de Coculina en el Arcipestrazgo de Amaya, diócesis de Burgos.

## Situación administrativa
Entidad Local Menor cuyo alcalde pedáneo es Jesús María Curiel Pérez del Partido Popular.

## Demografía
Evolución de la población
| Gráfica de evolución demográfica de Hormazuela entre 2000 y 2021   |
|                                                                    |
| Población de derecho (2000-2017) según el padrón municipal del INE |

## Historia

### Prehistoria
Está cerámica de la Edad del Bronce en algunas cuevas ubicadas en el término.
Villadiego. Diputación Provincial de Burgos.

### Edad Media
Hormazuela consta documentalmente desde 1240.
Está documentada el uso como vivienda de una cueva ubicada en el término en épocas pleno y bajomedieval.

### Edad Moderna

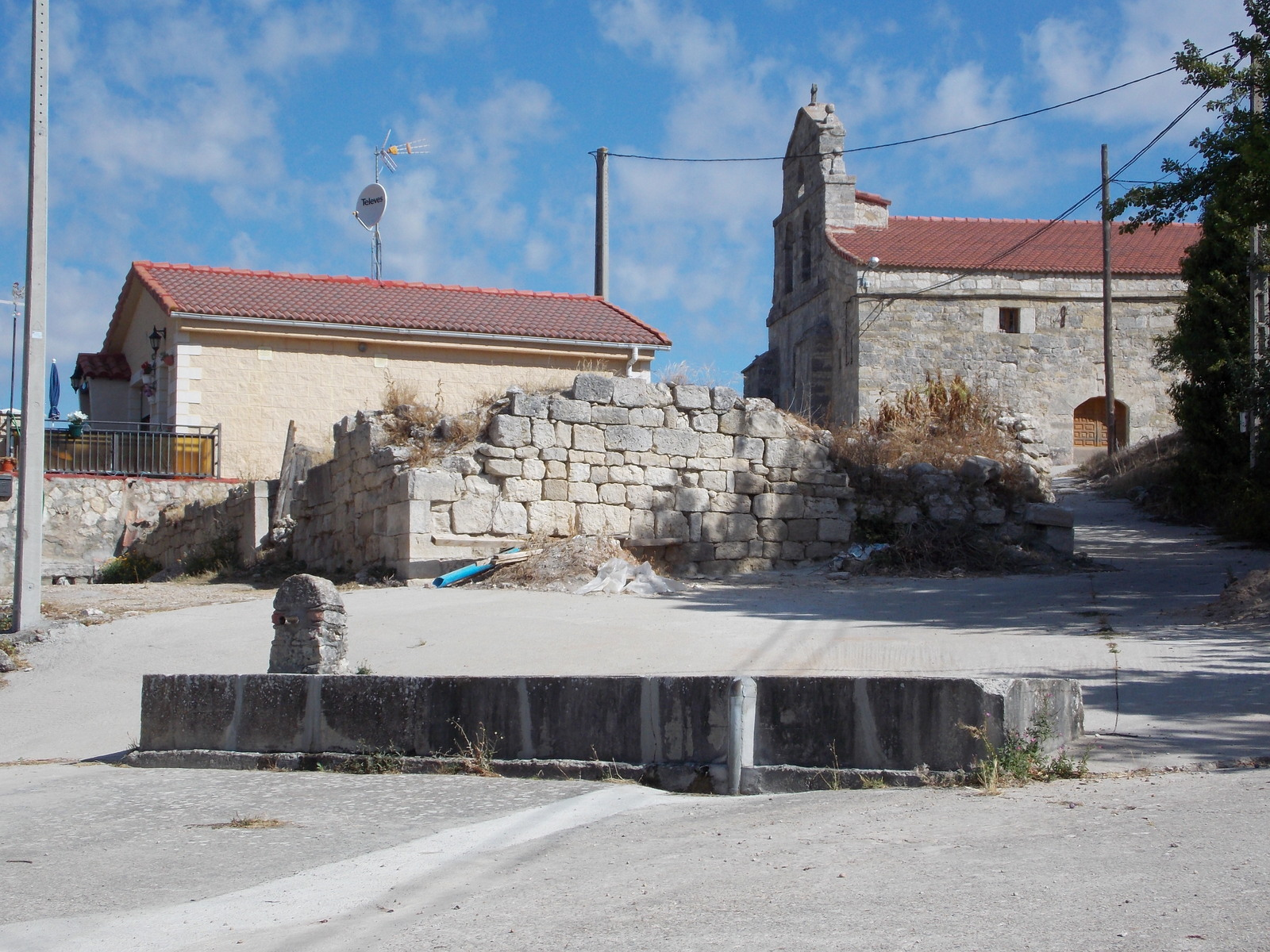
Plaza, fuente y abrevadero. La iglesia de San Pantaleón al fondo a la derecha.

Lugar que formaba parte de la Cuadrilla del Condado en el Partido de Villadiego, uno de los catorce que formaban la Intendencia de Burgos, durante el periodo comprendido entre 1785 y 1833, en el Censo de Floridablanca de 1787, jurisdicción de señorío siendo su titular el Duque de Frías, con alcalde pedáneo.
Antiguo municipio de Castilla la Vieja en el partido de Villadiego código INE-095055.
En el censo de la matrícula catastral contaba con 16 hogares y 48 vecinos.
Entre el censo de 1857 y el anterior, este municipio desaparece porque se integra en el municipio de Acedillo.

## Patrimonio arquitectónico
Iglesia de San Pantaleónedificio gótico (siglos XIV-XV), de una nave, con contrafuertes. Ventana apuntada en un lateral. Espadaña barroca (siglo XVIII). Canes sencillos a ambos lados de la cabecera, posiblemente aprovechados de la antigua iglesia románica.
Ermita de San RoqueDe datación bajomedieval posible. Citada por Pascual Madoz en el siglo XIX. Edificio de planta rectangular de 12 m de largo por 5 m de ancho. La cabecera está hacia el Sur. No conserva la cubierta, y los muros este, sur y oeste tienen una altura de 2 m. El paño norte conserva la altura original del edificio. Muros de sillarejo de caliza y sillares en las esquinas. Tiene un vano abocinado en la pared oeste. La entrada es un arco de medio punto compuesto por cinco dovelas trapezoidales de caliza. La ermita tiene una función de cementerio.
EstelaTiene medio metro de diámetro. En cada una de sus caras aparecen representadas una cruz en bajorrelieve. En una de ellas se ve una cruz granada, y en la otra una cruz patada rectilínea.

## Despoblados
San MiguelHubo una ermita, hoy desaparecida en donde se han encontrado cerámica realizada a torno y lozas.

## Galería

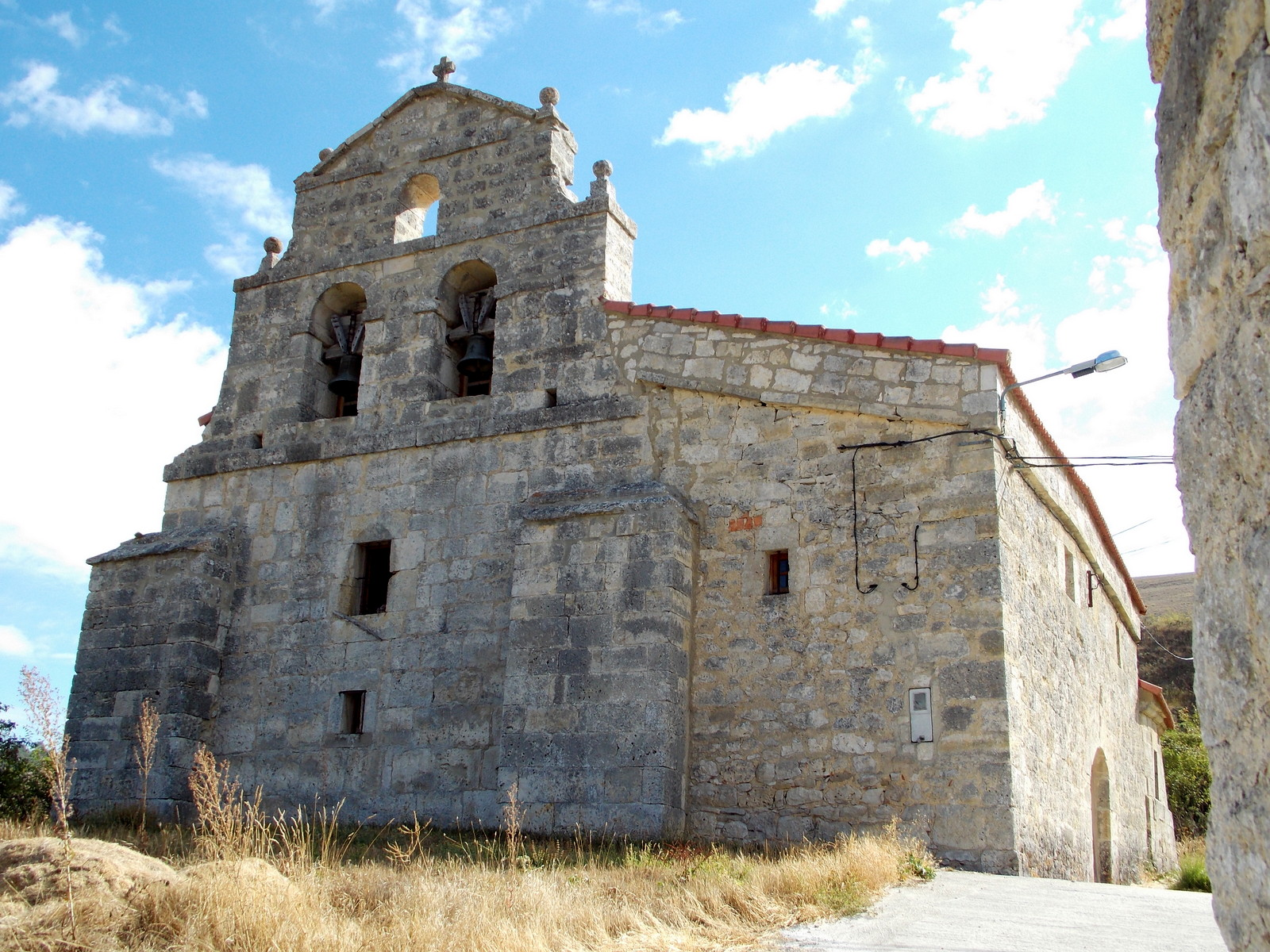
Iglesia de San Pantaleón. Vista oeste.
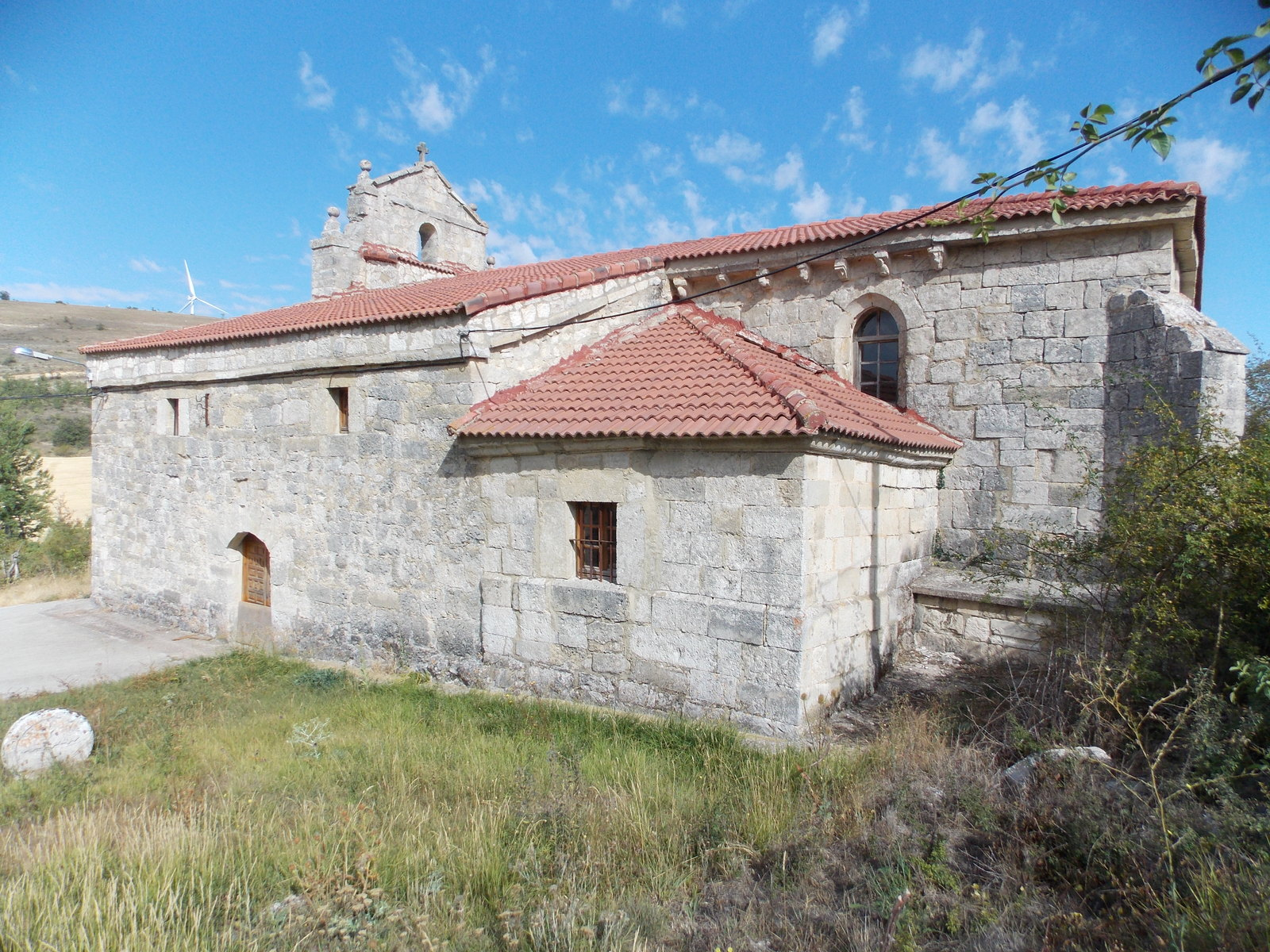
Iglesia de San Pantaleón. Vista sur.
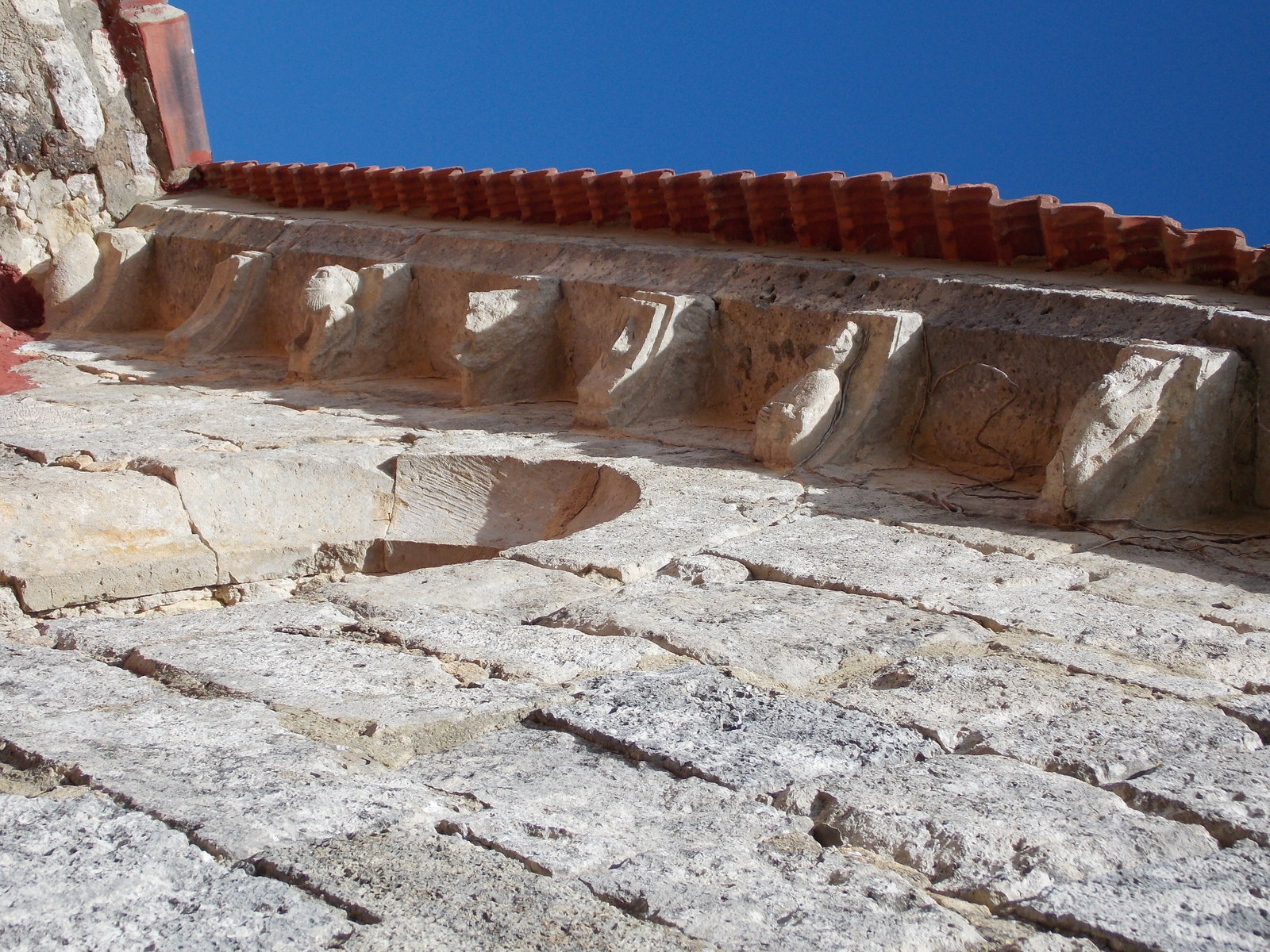
Iglesia de San Pantaleón. Canecillos de la cara sur.
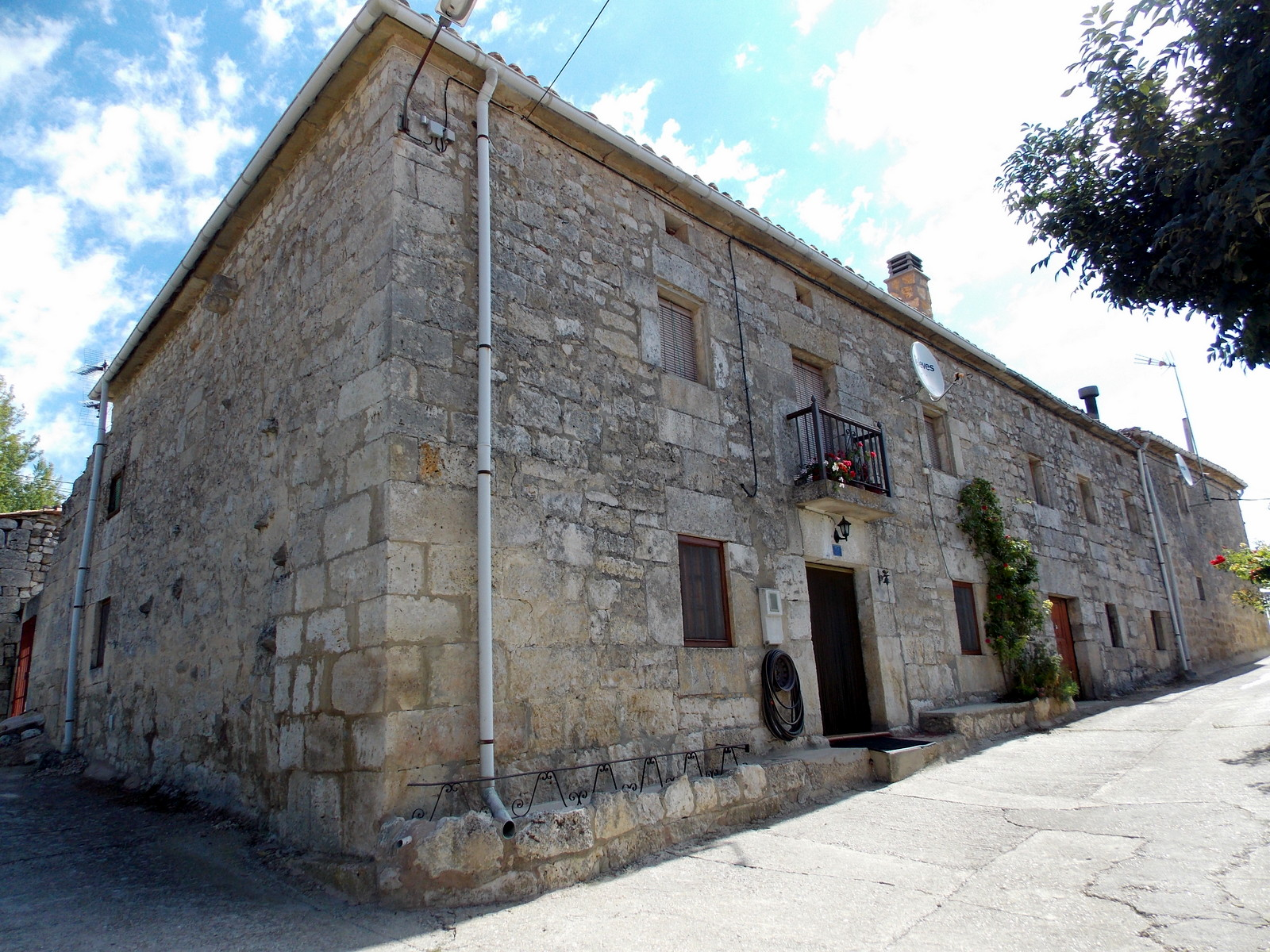
Casa de piedra.
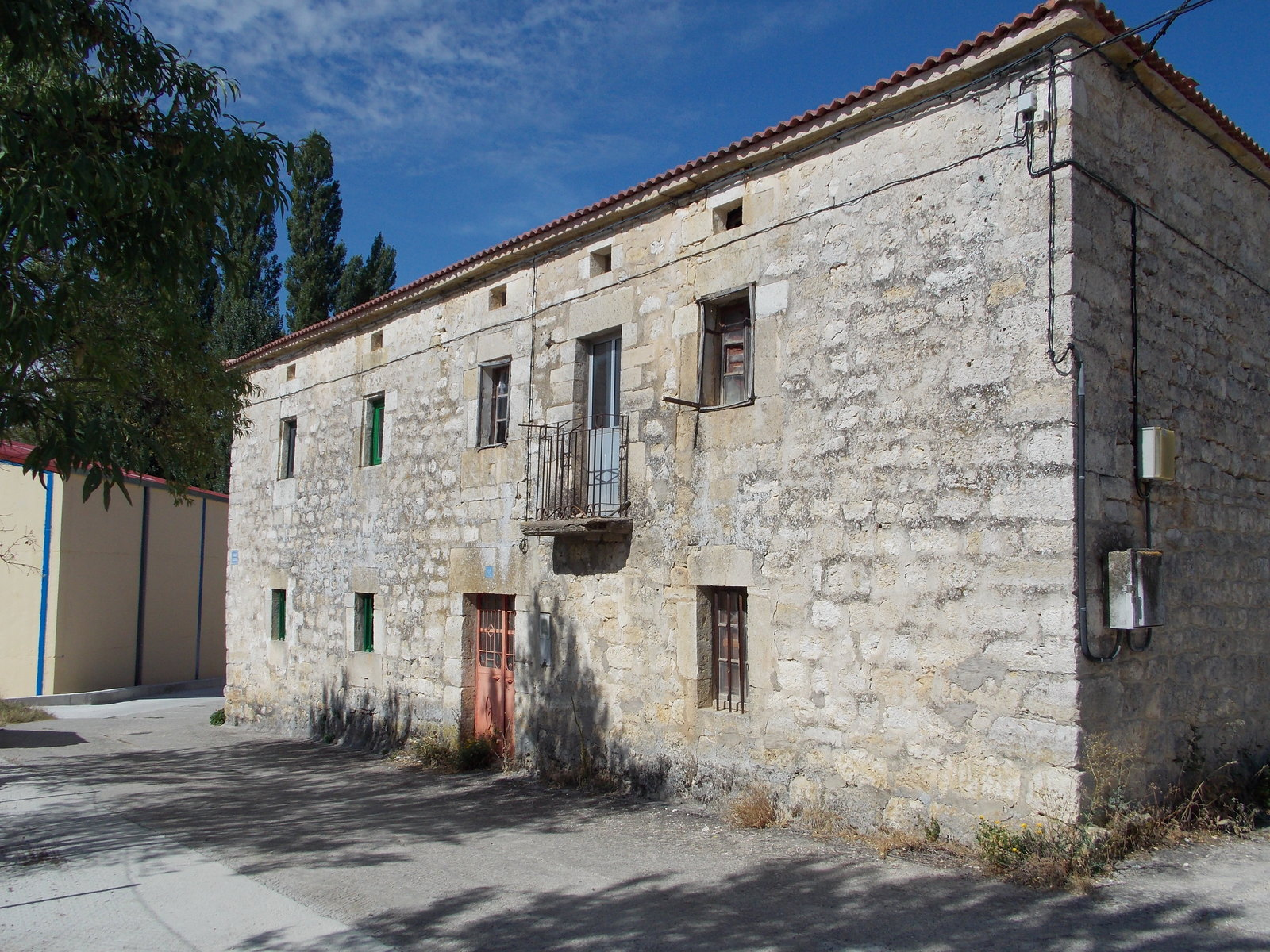
Casa de piedra.
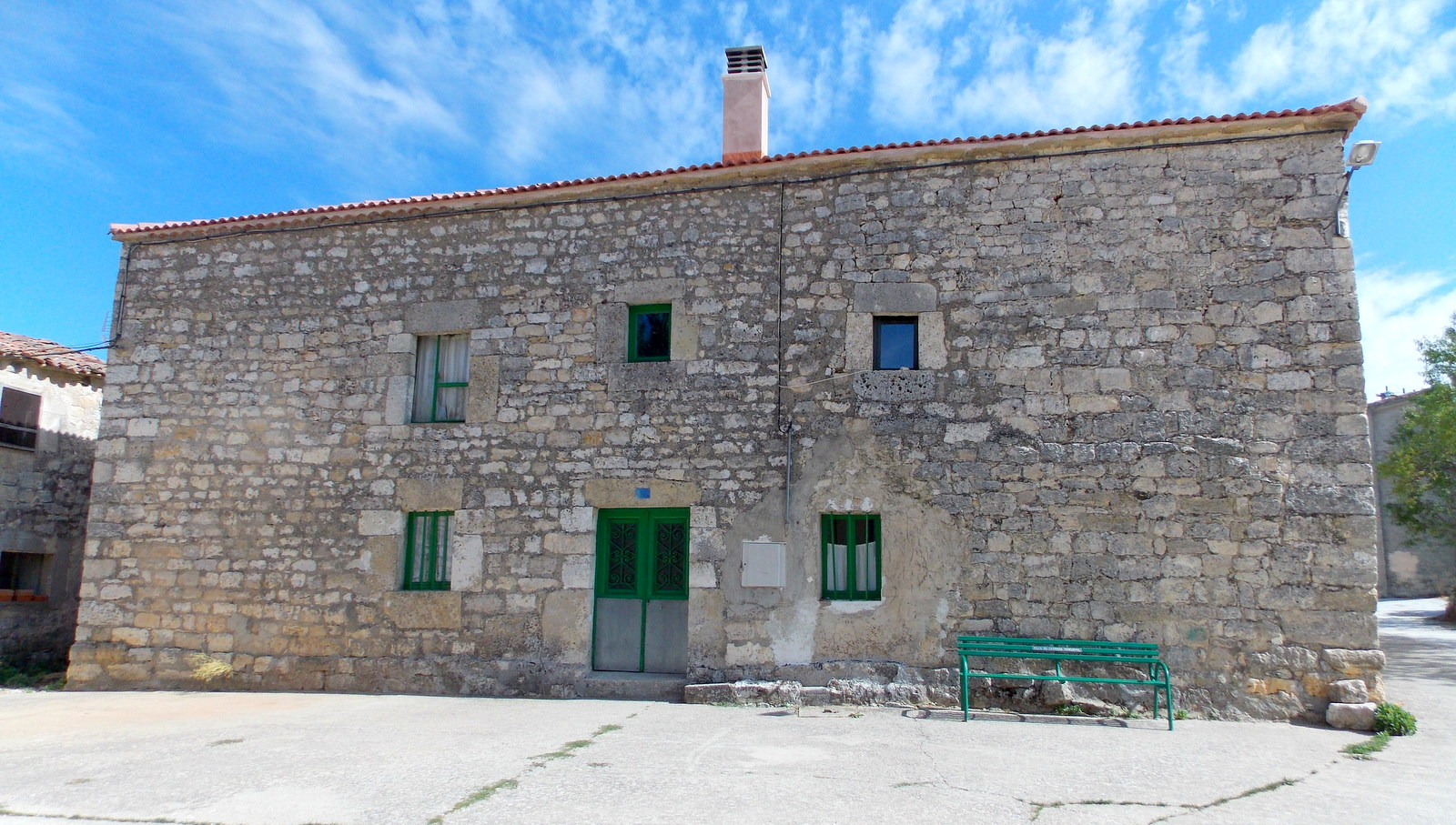
Casa de piedra.
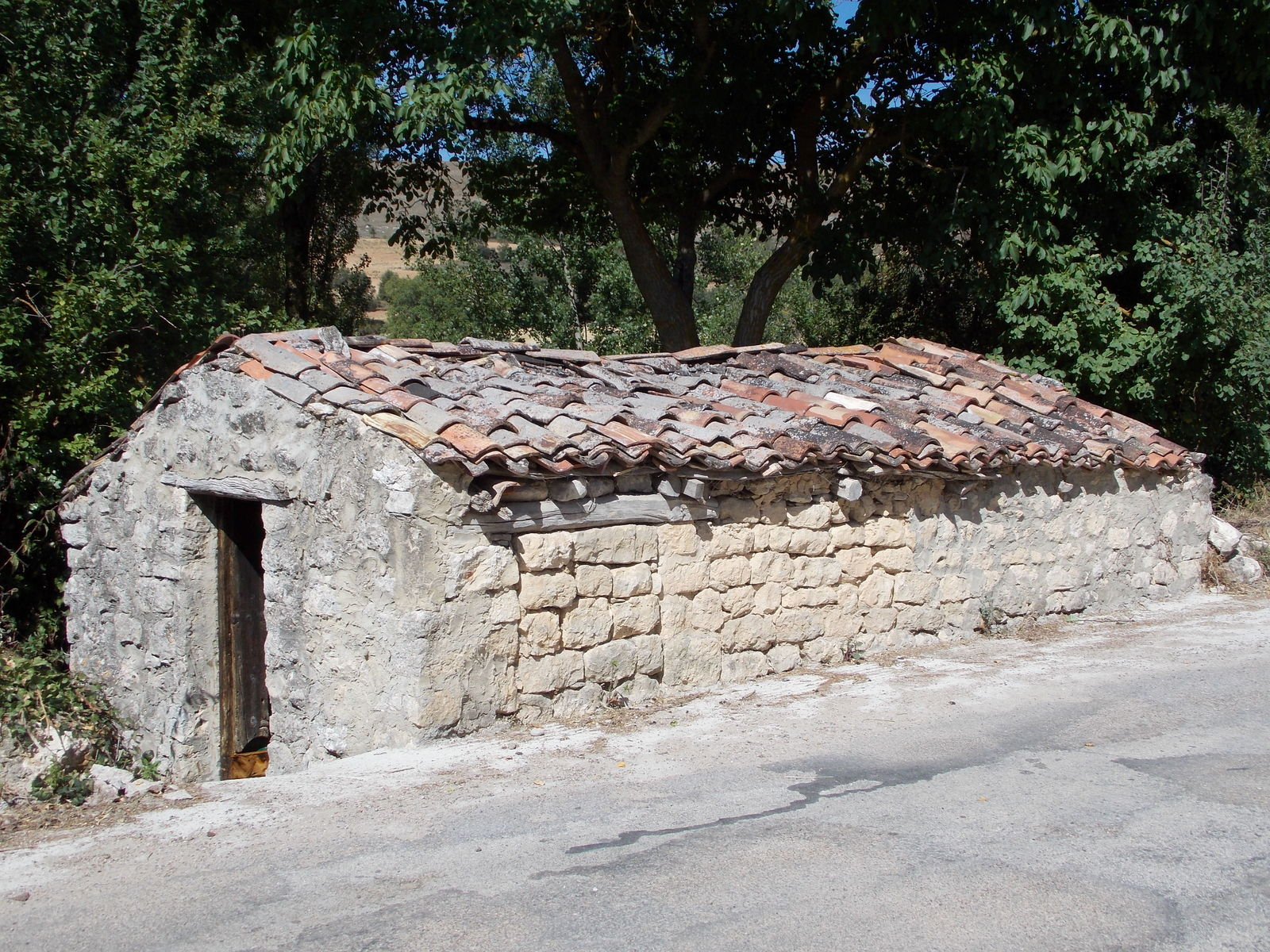
Antigua forja.